# Duits 3×3-basketbalteam (vrouwen)
Het Duits nationaal 3×3-basketbalteam is een team van 3×3-basketballers dat Duitsland vertegenwoordigt in internationale wedstrijden. Het team staat onder verantwoordelijkheid van de Duitse basketbalbond Deutscher Basketball Bund (DBB).

## Olympische Spelen
| Jaar        | Plaats              | WG                  | W                   | V                   | Spelers                                    |
| ----------- | ------------------- | ------------------- | ------------------- | ------------------- | ------------------------------------------ |
| 2020 Tokio  | niet gekwalificeerd | niet gekwalificeerd | niet gekwalificeerd | niet gekwalificeerd | niet gekwalificeerd                        |
| 2024 Parijs | 1e                  | 9                   | 8                   | 1                   | Brunckhorst, Greinacher, Mevius, Reichert. |
| Totaal      | 1/2                 | 9                   | 8                   | 1                   |                                            |

## Wereldkampioenschappen
| Jaar           | Plaats              | WG                  | W                   | V                   | Spelers             |
| -------------- | ------------------- | ------------------- | ------------------- | ------------------- | ------------------- |
| 2012 Athene    | 13e                 | 8                   | 5                   | 3                   |                     |
| 2014 Moskou    | 8e                  | 7                   | 4                   | 3                   |                     |
| 2016 Guangzhou | niet gekwalificeerd | niet gekwalificeerd | niet gekwalificeerd | niet gekwalificeerd | niet gekwalificeerd |
| 2017 Nantes    | 12e                 | 4                   | 2                   | 2                   |                     |
| 2018 Bocaue    | 15e                 | 4                   | 1                   | 3                   |                     |
| 2019 Amsterdam | niet gekwalificeerd | niet gekwalificeerd | niet gekwalificeerd | niet gekwalificeerd | niet gekwalificeerd |
| 2022 Antwerpen | 9e                  | 5                   | 2                   | 3                   |                     |
| 2023 Wenen     | 5e                  | 6                   | 4                   | 2                   |                     |
| Totaal         | 6/8                 | 34                  | 18                  | 16                  |                     |